# Hendrik Cock
Hendrik Cock of ook wel Henricus Cock of Henricus Coccejus (Almelo, 16 juni 1794 - Leiden, 20 oktober 1866) was een Nederlands rechtsgeleerde en politicus.

## Leven en werk
Hij werd geboren als zoon van Conrad Cock en Barta Lamberts in de Overijsselde tak van het Bremer geslacht Coccejus, waartoe ook Johannes en Gerardus Coccejus behoorden. Hij voltooide de Latijnse school in Deventer (1805-1810) en studeerde klassieke letteren en rechten aan het Atheneum Illustre te Deventer van 1810 tot 1816. Vervolgens studeerde hij rechten aan de Hogeschool te Utrecht (tegenwoordig de Universiteit Utrecht), alwaar hij in 1821 promoveerde. Hier waren Hermann Arntzenius en Cornelis Willem de Rhoer zijn belangrijkste docenten.
Na zijn promotie wilde hij een bestaan opbouwen als advocaat in Deventer, maar hij werd hoogleraar in de rechten aan het Atheneum Illustre in die stad (1821-1825). In 1825 werd hij benoemd tot hoogleraar publiek recht (natuurrecht, staatsrecht, volkenrecht en strafrecht) aan de Hogeschool te Leiden (tegenwoordig de Universiteit Leiden), wat hij tot 1864 zou blijven. Hij was vanaf 1826 lid van de Maatschappij der Nederlandsche Letterkunde te Leiden en van het Provinciaal Utrechts Genootschap van Kunsten en Wetenschappen, en werd in 1827 lid van de Hollandsche Maatschappij van Fraaije Kunsten en Wetenschappen.
Binnen de universiteit bouwde hij een invloedrijke positie op. Zo was hij in 1834-1835 rector magnificus. Koning Willem I der Nederlanden vertrouwde aan hem het onderwijs in publiek recht toe van de erfprins van Oranje (de latere koning Willem III) en diens broer prins Alexander. Hij leefde in welstand en bewoonde van 1830 tot zijn dood het Huis van Leyden aan het Rapenburg, dat gold als "het grootste woonhuis van Leiden".
Van 1835 tot 1865 was hij lid van de Stedelijke Raad van Leiden. Van 1846 tot zijn overlijden was hij met enige tussenpozen lid van de Provinciale Staten van Zuid-Holland voor de stad Leiden. In juni 1862 deed zich zelfs de situatie voor dat hij verkozen werd terwijl hij reeds een zetel vervulde in de Provinciale Staten. Dit omdat de benoeming betwist werd: het accepteren kon leiden tot het weggooien van stemmen en het weigeren kon teleurstelling opleveren.
In 1848 werd hij benoemd tot buitengewoon lid in de Dubbele Kamer ter gelegenheid van de Grondwetsherziening van 1848. Hij was een tegenstander van de herziening, met name van de rechtstreekse verkiezingen en vrijheid van vergadering. Hij voerde het woord bij de algemene beschouwingen en stemde tegen de hoofdstukken I, II, III, IV, VI, X en de additionele artikelen. Ook was hij tegenstander van de doodstraf.

## Persoonlijk
Hendrik Cock trouwde in 1823 te Nordhorn met Aleida Maria Engelberts (± 1799-1841). Zij kregen vier dochters en twee zonen: Bertha (1824-1895), Johanna (1826-1872), Conraad (1827-1908), Henricus (1830-1856), Anna (1833-1901) en Christina (1835-1891). Toen Hendrik in 1866 stierf was hij al 25 jaar weduwnaar. Al zijn kinderen waren ongehuwd en kinderloos en bleven (met uitzondering van de reeds gestorven Henricus) na hun vaders dood het Huis van Leyden bewonen. Zoon Conraad werd advocaat, hoogheemraad en net als zijn vader Leids gemeenteraadslid.
Cock werd in 1837 benoemd tot Ridder in de Orde van de Nederlandse Leeuw en in 1858 tot Grootofficier in de Orde van de Eikenkroon. Deze laatste hoge onderscheiding ontving hij van zijn vroegere student Willem III.